# Clockwiser
Clockwiser est un jeu vidéo de puzzle développé par Team Hoi Games et édité par Rasputin Software, sorti en 1994 sur DOS, Amiga, Amiga CD32, iOS et Android.

## Accueil
- PC Team : 81 %[1]